# Heleneborg

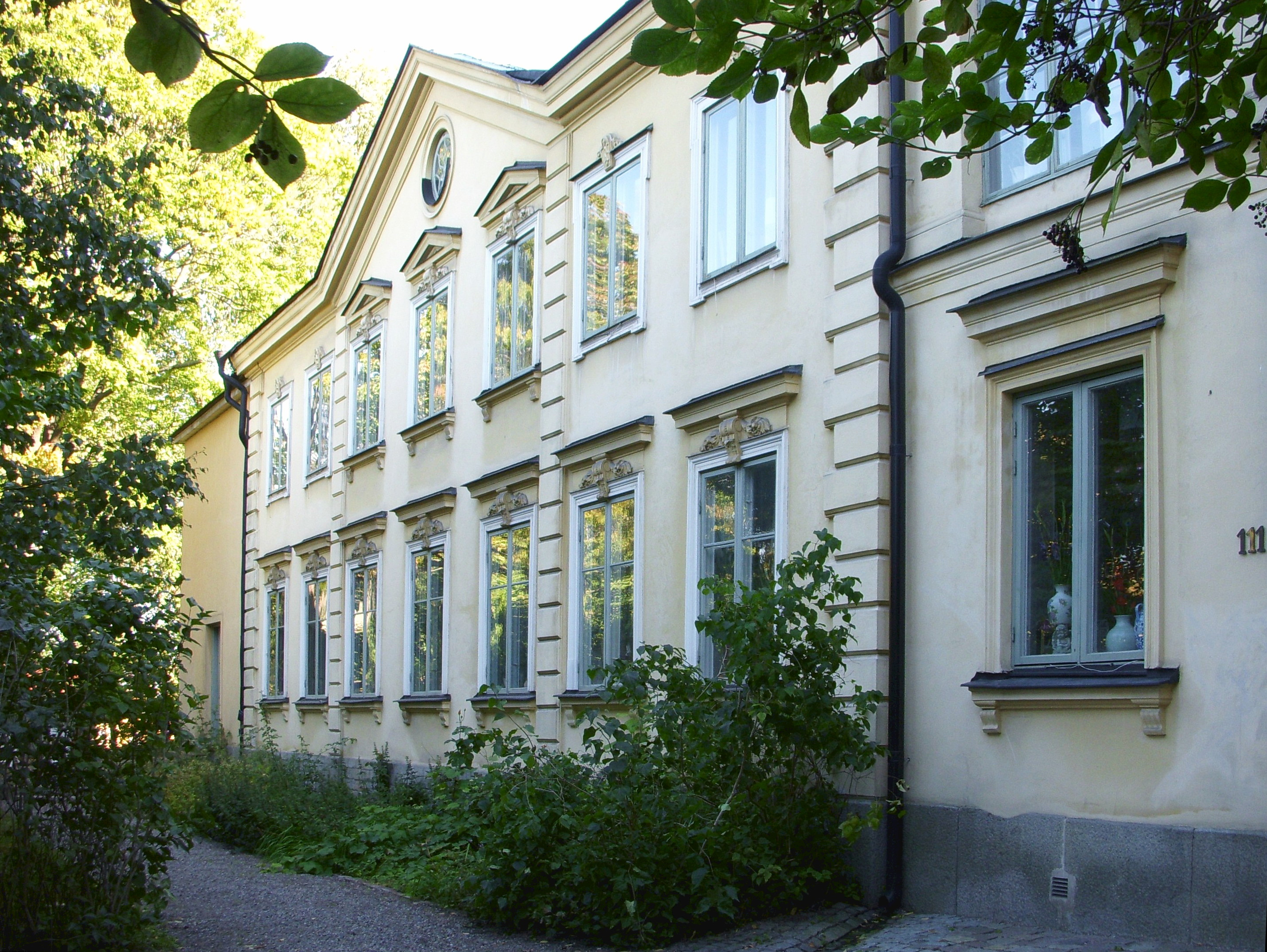
Heleneborgs huvudfasad, september 2009.

Heleneborg är en tidigare malmgård belägen vid Söder Mälarstrand 111 på nordvästra Södermalm i Stockholm. Byggnaden är blåklassad av Stadsmuseet i Stockholm, vilket innebär att bebyggelsen har "synnerligen höga kulturhistoriska värden" motsvarande fordringarna för byggnadsminnen. Heleneborg gård ägs sedan 2009 av AB Stadsholmen.

## Historik

### Den "Österlingska tomten"

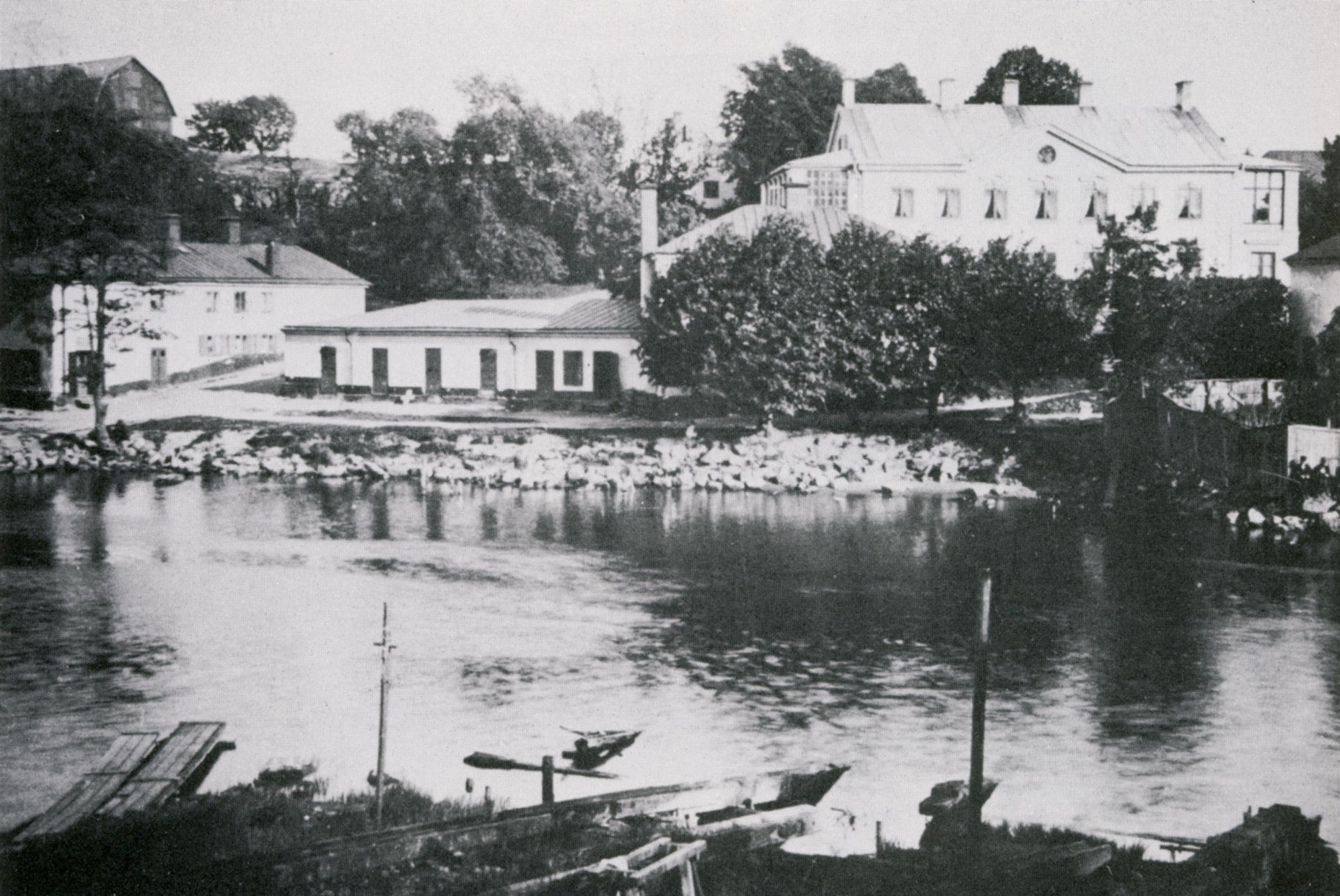
Heleneborgs malmgård ca 1900.

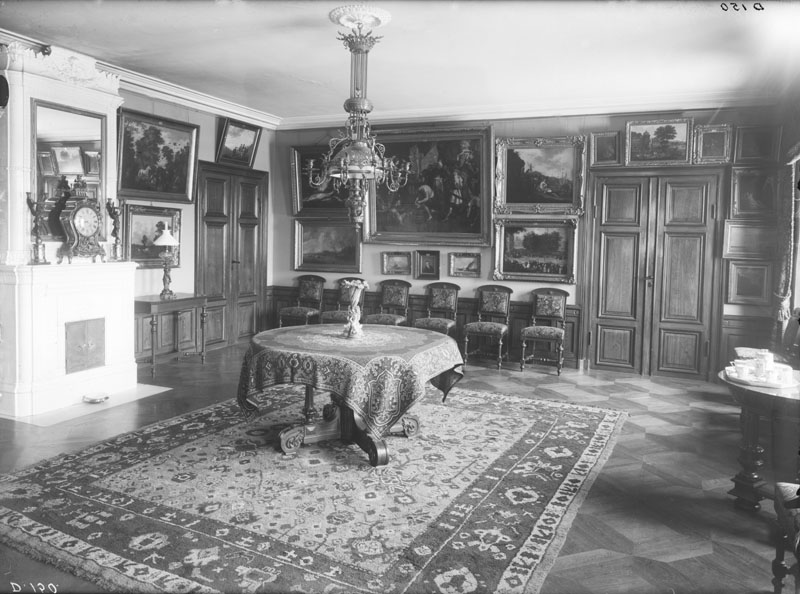
Interiör kring år 1900, då malmgården bebos av änkan Helena Elisabet Berg.

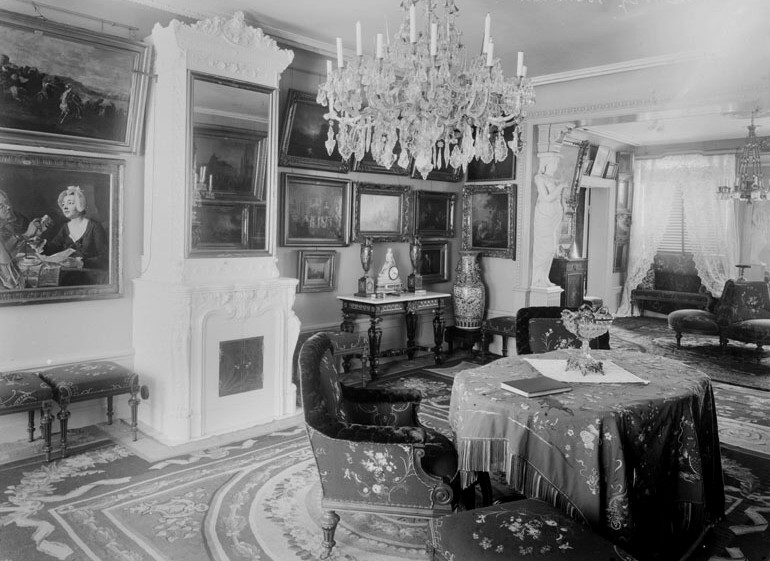
Förmak på Heleneborg ca 1900.

Tomten inköptes 1669 av Jonas Österling, hovkamrer och chef för Tobakskompaniet. Tomten var på 57 320 m². Priset till Stockholms stad var lågt satt, eftersom området ansågs tämligen värdelöst ur bebyggelsesynpunkt; i Holms tomtbok från 1679 står antecknat, att där ”mestadels haver varit berg och oländig mark”. 
Söder Mälarstrand var vid den här tiden endast en smal remsa av fast mark, som skilde de brant stupande bergen från Mälarens vatten. Strandområdet var dock inte helt dött. Vid Skinnarviken fanns en lastageplats och mitt inne i det skyddade Pålsundet låg en annan sådan brygga för sjötrafiken till Kungsholmen. Sannolikt har kring dessa platser uppstått några enkla vägförbindelser och en enklare kåkbebyggelse. Lastageplatsen vid Pålsundet låg vid det nordöstra hörnet av Österlings tomt, nedanför det nuvarande Heleneborg.
Sedan Tobakskompaniets fabrikslokaler i Stockholm förstörts i en eldsvåda 1672 föreslog Österling att man skulle använda hans stora nyinköpta tomt för att där anlägga ett nytt tobaksspinneri. För hela detta projekt med malmgård, spinneri och tobaksnederlag anlitades som arkitekt Johan Tobias Albinus. Bygget blev emellertid mycket dyrare än planerat. Österling kom i konflikt, först med Tobakskompaniets ledning och sedan med kungahuset. Han försattes i konkurs och dog utfattig 1691. Malmgården stod sedan tom och brann ner våren 1701. Landshövdingen i Jönköpings län Mårten Lindhielm blev ny ägare av egendomen, men rustade inte upp den.
År 1721 köpte riksrådet greve Magnus Julius De la Gardie egendomen och han rustade upp de brända husen och byggde till på egendomen, som nu börjar kallas ”Österlingska tomten”. Han nyanlade också trädgården med en stor mängd fruktträd. År 1739 såldes egendomen vidare till Olof Forsberg, som med sin kompanjon Olof Aspegren startade ett pipbruk, ”Tobaks Pipe Bruket”, på tomten. Pipbruket beskrivs i 1740 års fabriksberättelse som ”en vacker lägenhet vid Långholmssundet med stenhus till arbetsrum och en ny ugn, magasin och flere commoditeter”. Dessutom fanns den stora trädgården med frukt- och grönsaksodling kvar. Kritpiporna gjordes av importerad vit holländsk lera och var inte särskilt hållbara. Produktionen var därför mycket stor – som mest en miljon per år. Piporna formades för hand och torkades och brändes sedan i ugnen. Företaget sysselsatte under den första tiden ett 30-tal arbetare. Produktionen av kritpipor pågick till 1766.

### Christiernin döper Heleneborg
Egendomen köptes 1759 av Adolph Christiernin, en mycket rik man, arvtagare till Västanfors och Fagersta bruk. Han var helt besatt av tanken att kunna utvinna guld ur i Öster Silvbergs gruva i Bergslagen. Han förslösade hela sin ärvda förmögenhet på denna fixa idé. Han fick initialt till och med riksdagens stöd för sina idéer och fick finansiering därifrån, men detta stöd drogs in 1762. År 1767 fick han slutligen lämna ifrån sig Heleneborg och han sattes på bysättningshäktet. Fyra år senare dog han i yttersta misär. Det var Christiernin som döpte gården till Heleneborg (äldsta belägget är från 1761) efter sin maka Helena Katarina Malmin.
Efter Christiernin övertogs malmgården av bergsrådet Hans Detlof Heijkenskjöld, därefter ägdes Heleneborg av först grosshandlare Jean Hultman och sedan grosshandlare Carl Gustaf Herpel. Herpel sålde i sin tur egendomen vidare till kunglige sekreteraren Johan Axel Een 1788. 
Härefter ägdes Heleneborg av grosshandlare Jakob Schmidt, som köpte malmgården 1801 och låter arkitekten och akvarellmålaren Pehr Estenberg rusta byggnaden 1809, vilket den är i stort behov av. År 1812 övergick ägorna till prostinnan Maria Catharina Strömvall (född Schmidt). Nästa ägare var fabrikör Anders Broman. Han tillträdde år 1815 och startade ett kattunstryckeri på egendomen. Härmed inleddes industriperioden på Heleneborg. Mellan 1818 och 1826 ägdes Heleneborg av Israel Adolf af Ekenstam.

### Släkten Lamms verksamheter
Släkten Lamm tillträdde gården 1826. Aron Levi Lamm började med väveri, kattunstryckeri och kemiskt blekeri och denna verksamhet utökades senare av brodern Salomon Ludvig Lamm  med vaxdukstillverkning, klädfärgning och ljustillverkning. Där Österling hade haft sin väderkvarn (där Högalidskyrkan står idag) uppförde han en kvarn för malning av färgträ. Man använde sig av det brasilianska träslaget bresilja (Caesalpinia echinata), som gav en blå färg. Salomon Ludvig drev även varv och rederi på Långholmen, där han arrenderade Mälarvarvet från 1827.
Salomon Ludvig inköpte 1843 åt sonen Jacques Lamm ett tomtområde vid Duvogränd ner mot Skinnarviken, invid nuvarande Münchenbryggeriet. Jacques kallade platsen Ludvigsberg efter fadern och anlade Ludvigsbergs Mekaniska Verkstad, som skulle bli ett av Stockholms ledande industriföretag under den senare hälften av 1800-talet.

### "Den Nobelska smällen"

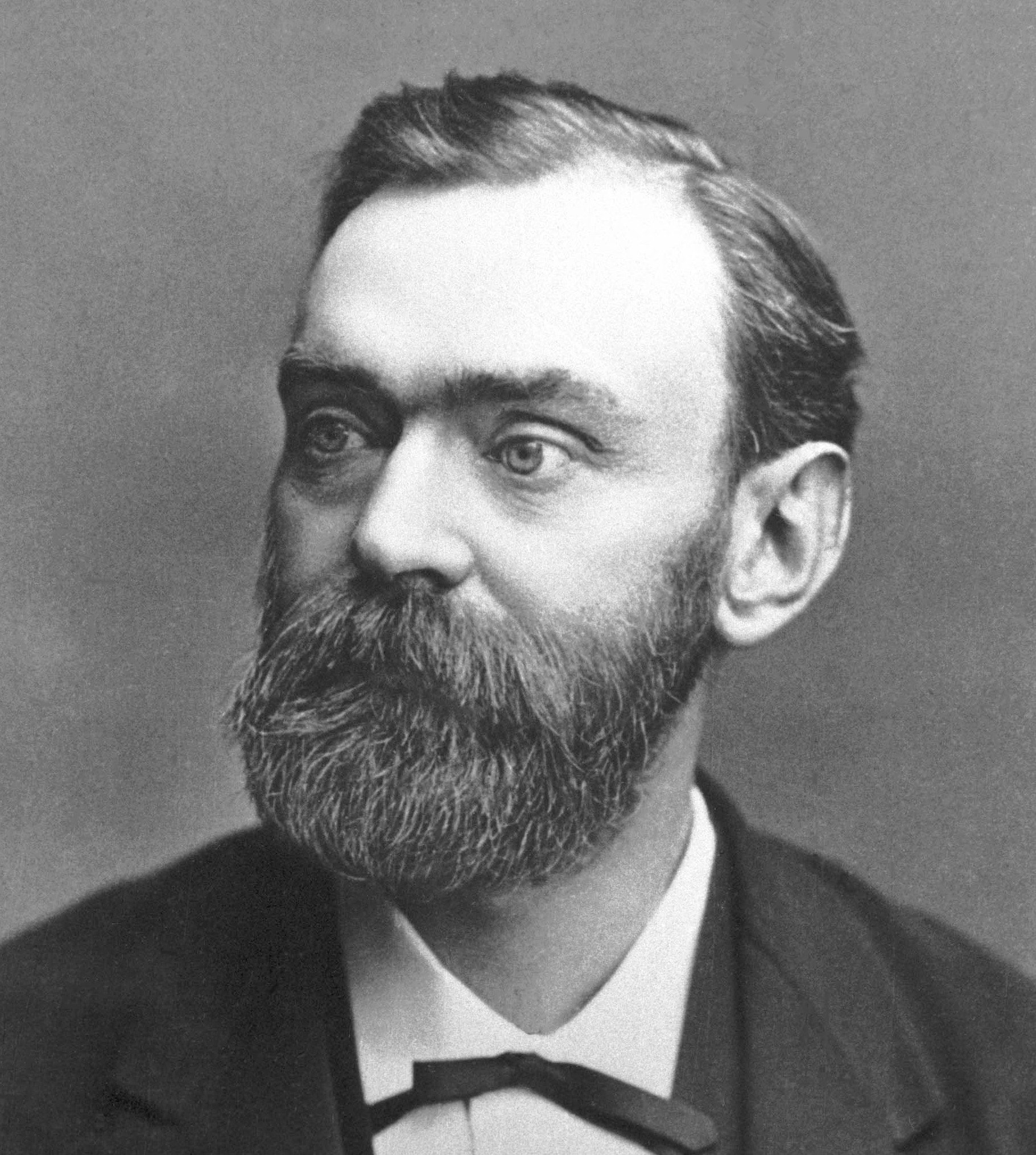
Alfred Nobel.

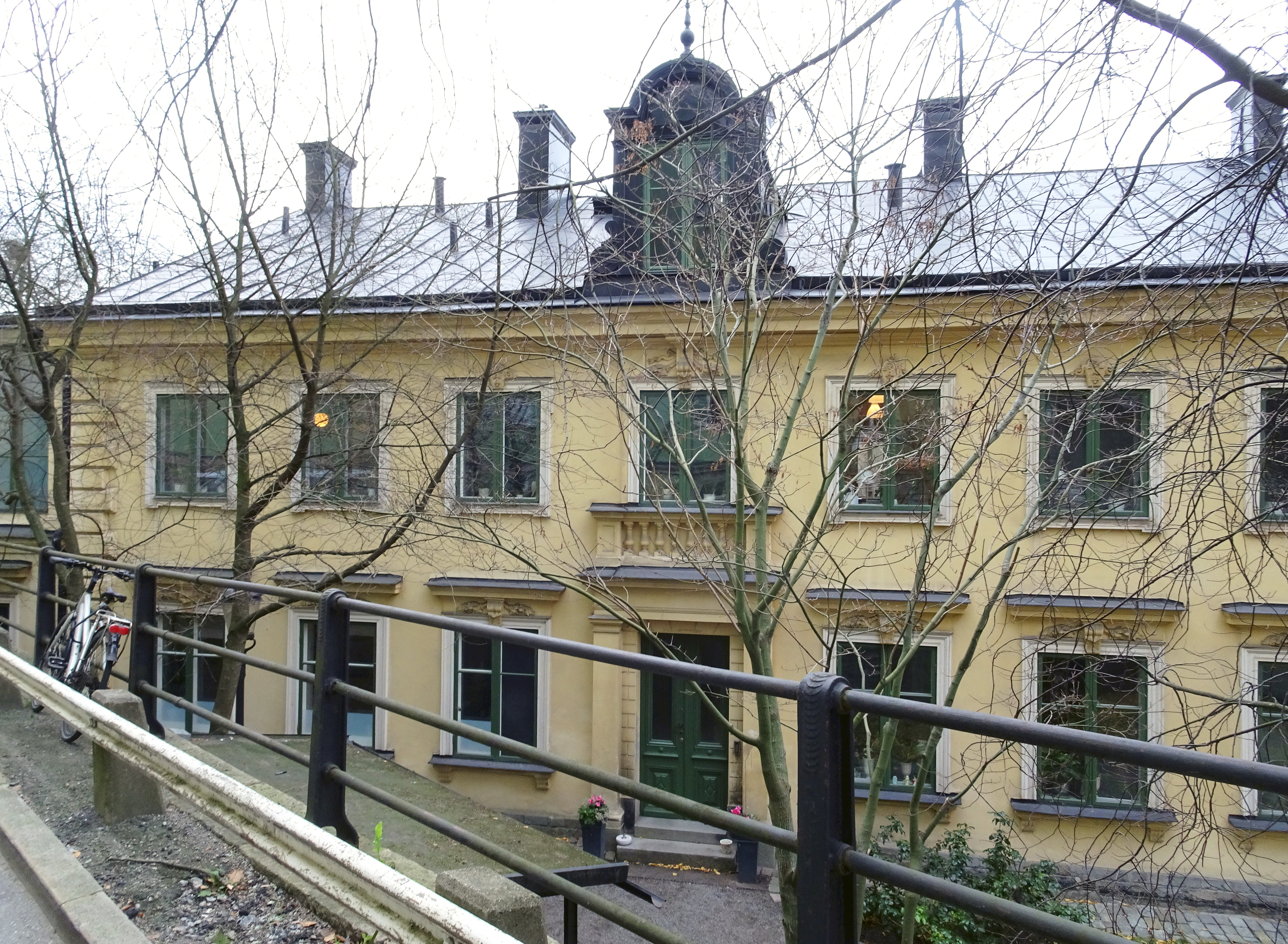
Fasad mot söder, 2018.

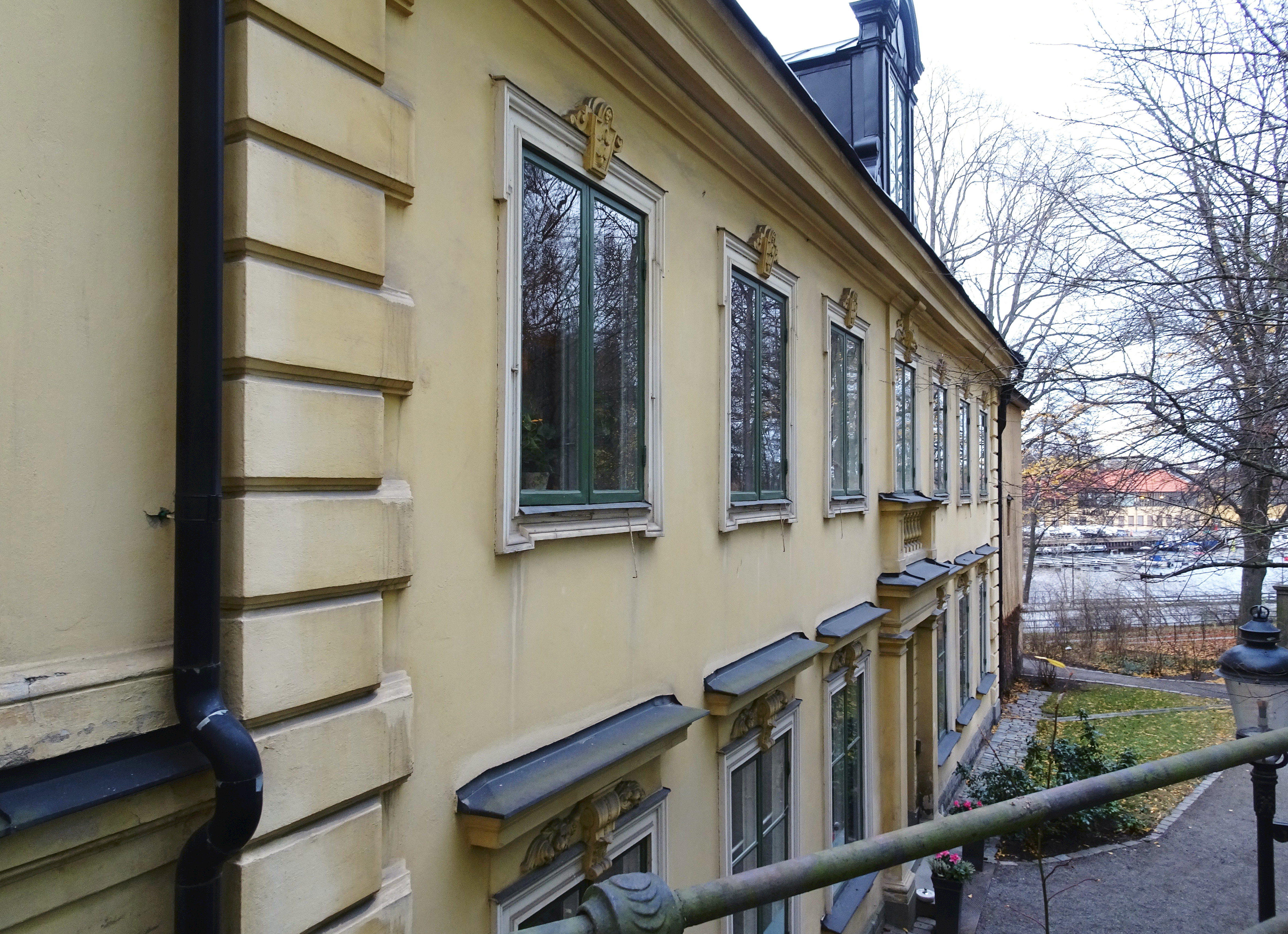
Fasad mot söder, 2018.

Grosshandlare W. N. Burmester köpte Heleneborg år 1861. Han hyrde ut lokaler till fabrikören Immanuel Nobel d y. Hit kom sonen Alfred Nobel och här utfördes många av de experiment som ledde fram till upptäckten av dynamit. Den 3 september 1864 skedde en stor explosion på Heleneborg i samband med experiment med nitroglycerin. Sex personer dog, bland dem Alfreds bror Emil Nobel, som bara var 21 år gammal.  Skadorna på husen blev ansenliga; hela fabriken flög i luften. Myndigheterna förbjöd vidare experiment i land men Immanuel och Alfred fortsatte med experimenten på en pråm förankrad i Mälaren.
I en inlaga i Aftonbladet den 7 september 1864 förklarar Alfred Nobel att brodern Emil gjort ett försök i för stor skala och utan termometer för att avläsa den stigande temperaturen. Nobel skriver: ”Han visste fullkomligen, vilken fara som är förknippad med nitroglycerinets uppvärmning till 180 °C, och att en sådan uppvärmning är det enda, för vilket man måste akta sig vid dess behandling. Men han måste ha förbisett, att vissa vätskors kemiska reaktion kunna åstadkomma en sådan värmeförhöjning”. Alfred misstänkte att brodern behandlat glycerin inköpt i butik med salpetersyra men därigenom fått fram föroreningar, vilka ”producerat en värmeförhöjning från det normala (högst 60 °C) som är alldeles harmlös, till 180 °C, varvid explosionen äger rum. Även detta fel skulle likväl icke medfört någon fara, om blandningen enligt föreskrift genast blivit utgjuten i kallt vatten i stället för att låta reaktionen fortgå” avslutar Alfred.
Explosionen blev senare ett talesätt och man brukade under många år i Stockholm datera händelser till före eller efter den ”Nobelska smällen”. Alfred Nobel bedrev efter explosionen den fortsatta verksamheten på en pråm i en vik av Mälaren strax intill Heleneborg i väntan på att hitta något nytt område för experimenten. Till slut byggde han en ny anläggning vid Vinterviken.
Immanuel Nobel ansågs ansvarig för olyckan genom att ha anlagt en kemisk fabrik utan tillstånd i närheten av bostäder. Han tog tragedin hårt och avled 3 september 1872 – på dagen åtta år efter explosionen – av sviterna från ett slaganfall han fått strax efter olyckan.

### Staden expanderar men huvudbyggnaden finns kvar
Kaptenen och konstsamlaren Johan Adolf Berg köpte gården 1874 och lät renovera den till det utseende den har idag. Han dog 1884. År 1906 sålde hans änka Helen Elisabeth Pardoe Berg f. Bligh (1852-1945) Heleneborg till ett konsortium, som lät stycka upp området, vilket sedan började bebyggas med flerfamiljshus. På Heleneborg revs alla hus utom huvudbyggnaden, och det planerades att i början av 1920-talet riva även den. Rivningen av huvudbyggnaden sköts dock upp, ett år i taget, och idag ligger huset fortfarande kvar. År 1920 flyttade skulptören Ivar Johnsson in i byggnaden och det var under hans tid som ateljén byggdes till. Johnsson bodde på Heleneborg fram till sin död 1970. Efter hans död levde hans son, arkitekten Tomas Johnsson med familj, kvar på Heleneborg. Barnen Ola Johnsson samt Maria (Mia) Johnsson och i ett senare äktenskap sonen Krister Stenhammar Wall (född Johnsson) bodde alla i huset i perioder mellan åren 1978 fram till 2000-talets början. Dottern, Mia Johnsson flyttade i vuxen ålder in och bildade familj med Lars Johnsson.

## Övrigt

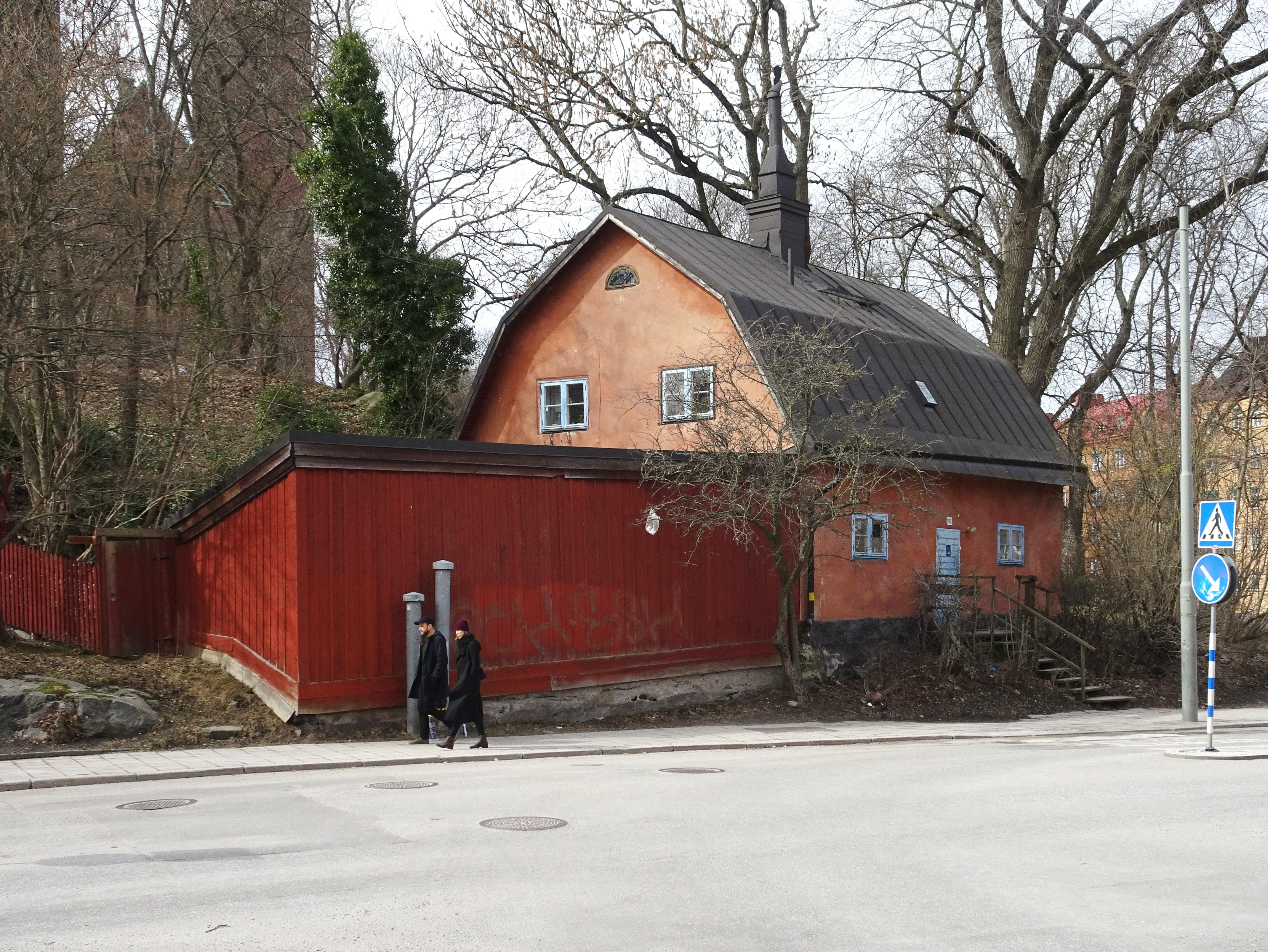
Grindvakten 1, 2018.

Heleneborg har givit namn till den näraliggande Heleneborgsgatan, men även till Tobaksspinnargatan i Bergsundsområdet och Pipmakartrappan i Drakenbergsområdet. 
Fastigheten Grindvakten 1 var Heleneborgs grindstuga. Huset från 1790-talet existerar fortfarande och står vid Varvsgatan 10. Byggnaden är blåmärkt av Stadsmuseet i Stockholm vilket innebär att den har "synnerligen höga kulturhistoriska värden". Huset ägs och förvaltas av kommunägda AB Stadsholmen.

## Kuriosa
- Ett fynd av kritpipor från Olof Forsbergs pipbruk gjordes 1984 vid Stadsmuseets arkeologiska utgrävningar nära Södermalmstorg. Piporna utgjorde ett lager på en hel årsproduktion som begravts i en igenrasad källare under Pontus Fredrik de la Gardies palats i samband med Mariabranden 1759.
- Fredrik Ulrik Wrangel påpekar i sin bok Stockholmiana I–IV det märkliga i att minst tre av gårdens ägare har hetat Helena, nämligen Christiernins maka Helena Katarina Malmin på 1760-talet, Carl Gustaf Herpels hustru Maria Helena Steinmeyer i slutet av 1700-talet och änkan efter Johan Adolf Berg, fru Helena Elisabeth Berg.
- Den siste ägaren Johan Adolf Berg inrättade en professur, och den förste som innehade den var Viktor Rydberg, som han var god vän med. Rydberg bodde på Heleneborg vinterhalvåret 1889-90. Den starkt industrialiserade miljön i omgivningen inspirerade honom till "Den nya Grottesången", en protest mot arbetsförhållandena i 1800-talets industrier.